# Emil Nolde
Emil Nolde, ursprungligen Hans Emil Hansen, född 7 augusti 1867 i Nolde i Nordchleswig, död 13 april 1956 i Seebüll i Nordfriesland, var en framträdande tysk målare förknippad med expressionismen. Han ses som en av 1900-talets stora akvarellmålare.

## Biografi
Emil Nolde studerade i Flensburg 1884–1888, Karlsruhe 1889 och tillsammans med Adolf Hölzel i Dachau 1889. 
Åren 1892–1898 arbetade han som lärare vid konsthantverksskolan i Sankt Gallen, varefter han övergick från konsthantverk till måleri.
Efter studier i München, Paris och Köpenhamn övergick han omkring 1905 från impressionism till expressionism. En resa till Sibirien, Japan och Oceanien befäste honom i hans strävanden och han blev en av Tysklands främsta modernister. Han deltog 1913–1914 i en tysk etnografisk expedition till Nya Guinea.
Åren 1906–1907 var han medlem i konstnärsgruppen Brücke. I Berlin var han 1910 med och bildade Neue Secession och umgicks med medlemmarna i Der Blaue Reiter, men förblev i sitt verk en särling.
Noldes konst hade till stor del inspirerats av folkkonsten; det var endast på grund av de ekonomiska framgångarna med målade vykort som han helhjärtat kunde ägna sig åt måleriet. Hans tidiga beundran för Goya, Rembrandt och Daumier ersattes omkring 1905 av influenser från van Gogh, Munch och Ensor. Noldes främsta religiösa målningar tillkom 1909-1915. Maria Egyptiskan (1912) är en målning som med sina expressivt våldsamma färger utgör ett typiskt exempel på expressionismens sensuella och antiintellektuella karaktär i sin renaste form. 
I augusti 1934 publicerades ett upprop formulerat av Joseph Goebbels i NSDAP:s partiorgan Völkischer Beobachter. I korthet handlade detta om att offentligt visa Führern sin trohet. Det var undertecknat av namnkunniga författare, bildkonstnärer, konsthistoriker, arkitekter, skådespelare, musiker och tonsättare. Bland dem fanns Emil Nolde.
Nolde var från 1934 medlem i Nationalsocialistiska tyska arbetarepartiet (NSDAP) och sedan gammalt antisemitisk. Till en början uppskattade högt uppsatta partifunktionärer som Joseph Goebbels och Albert Speer hans närvaro, medan andra som Adolf Hitler och Alfred Rosenberg tidigt försökte avskärma honom. Hans målningar stämplades snart också som "fördärvlig konst", vilket förvånade honom. Verk av honom medtogs på den avsiktligt nedsättande vandringsutställningen Entartete Kunst i München, Dortmund och Berlin, aldrig på Große Deutsche Kunstausstellung. Över 1000 av Noldes verk beslagtogs sammanlagt från tyska museer runt om i landet åren 1937–1941 av Reichskammer der bildenden Künste, riksorganisationen för konstnärer. Han fråntogs också sitt medlemskap i samma riksorganisationen 1941 och fick yrkesförbud. Ändå var han en eftertraktad konstnär, som klarade sig bra under hela denna period.
Han drog sig tidigt tillbaka till Seebüll nära sina hemtrakter vid danska gränsen i norra Schleswig eller Nordfriesland. Här fortsatte han att måla, främst akvareller. Hans hem där han bodde med Ada Nolde, utgör idag Noldemuseet.

## Utmärkelser
Asteroiden 5698 Nolde är uppkallad efter honom.

## Galleri

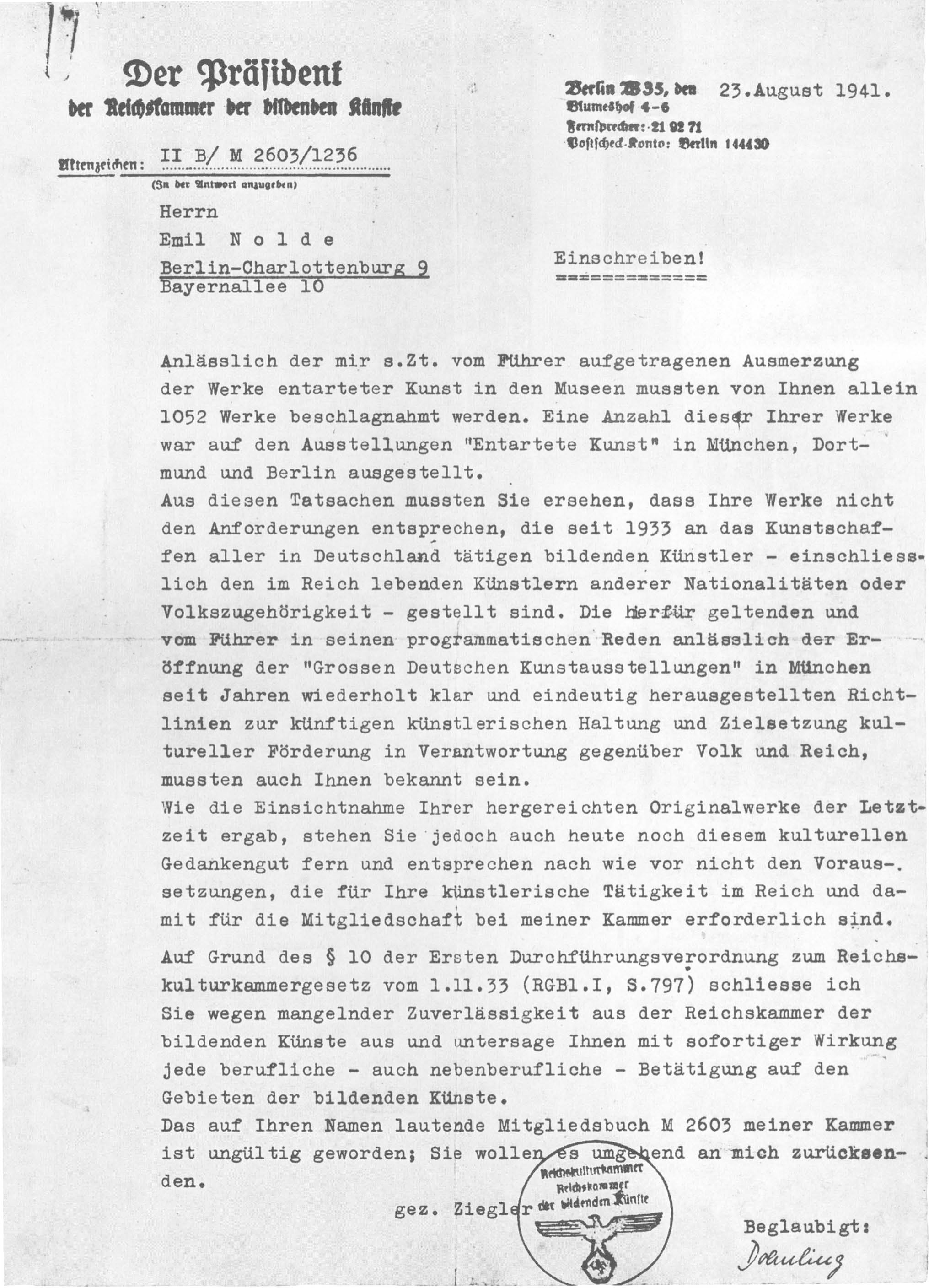
Brev till Emil Nolde 1941 från Adolf Ziegler, chef för Reichskammer der bildenden Künste. Det förklarar varför han får yrkesförbud.
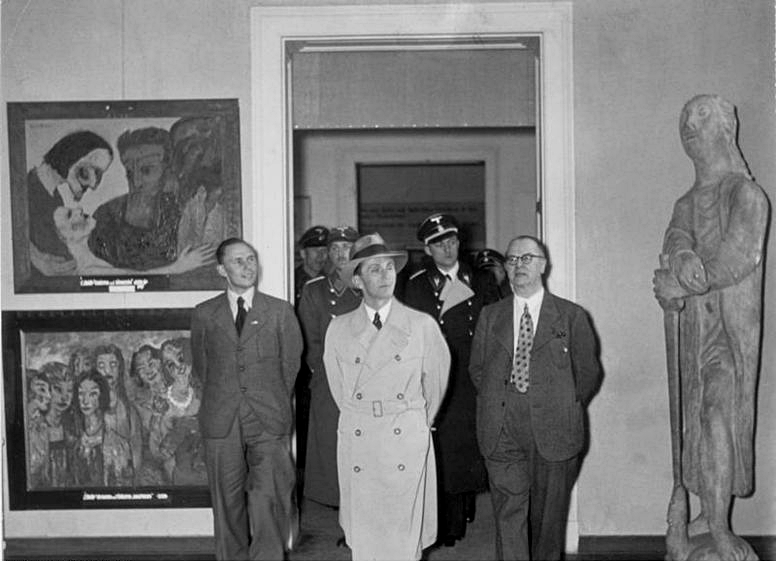
Joseph Goebbels besöker 1938 års utställning av Entartete Kunst i Berlin. Två målningar av Emil Nolde hänger till vänster.
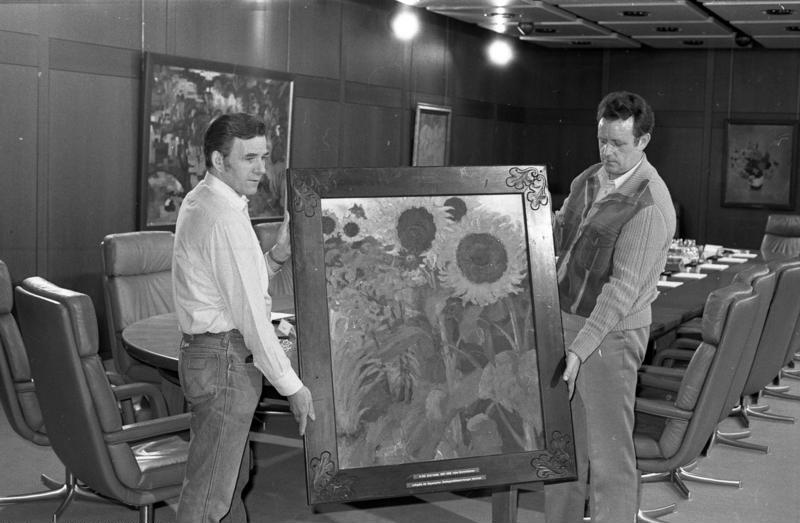
Solrosor lånades ut till förbundskanslern Helmut Kohl från Bayerska Statens Konstsamlingar 1982.
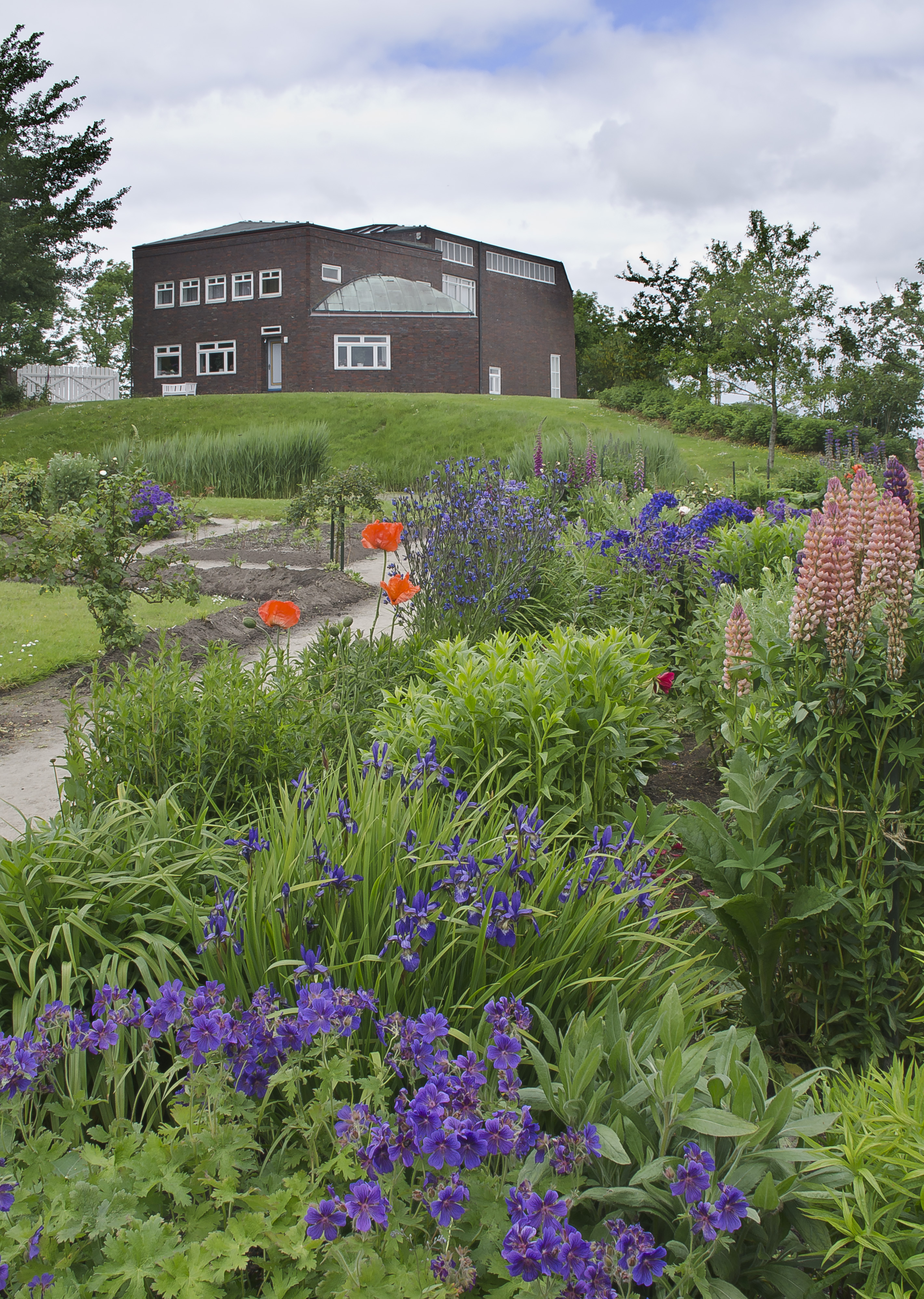
Noldemuseet i Seebüll, Neukirchen, Nordfriesland, Schleswig Holstein
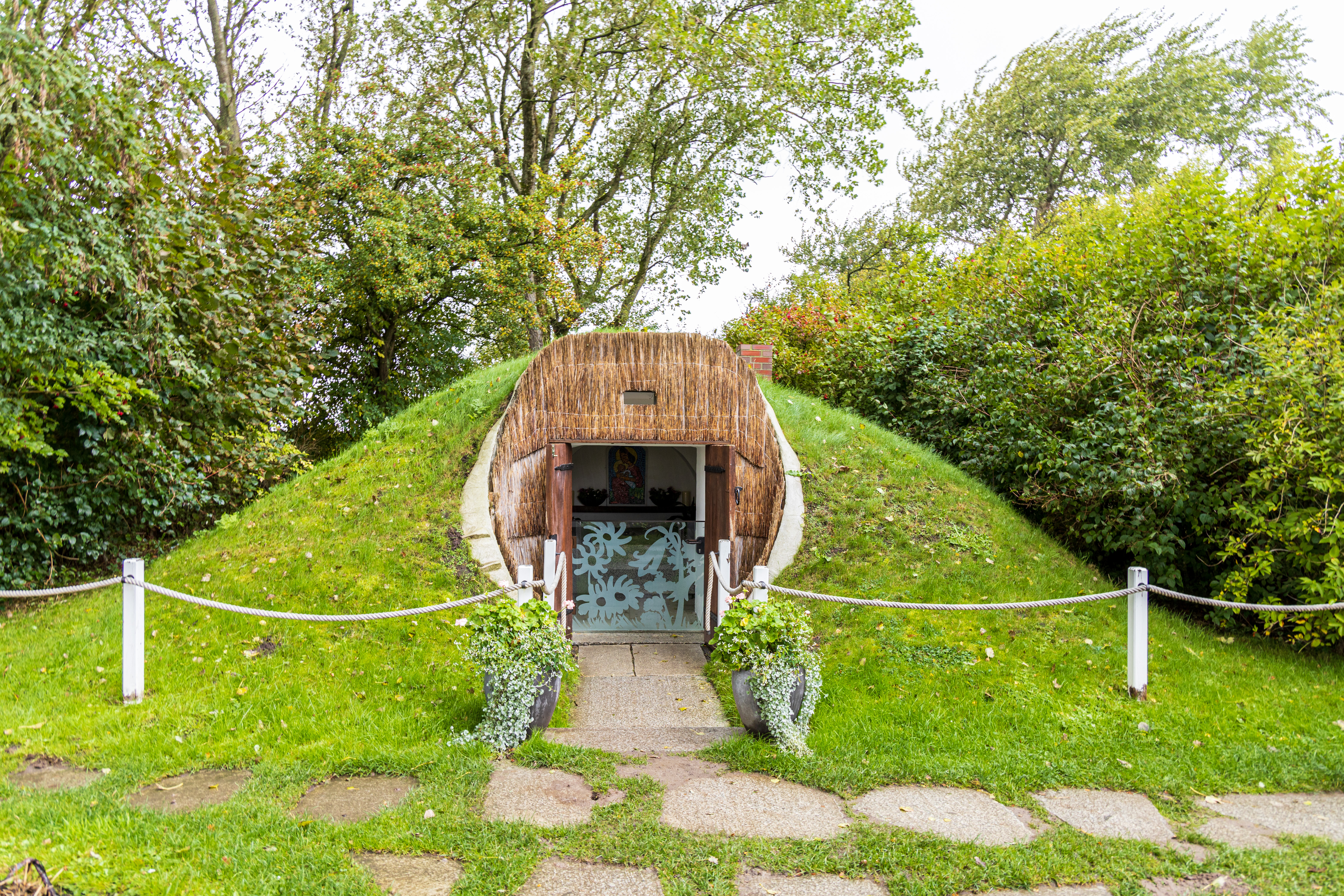
Emil Noldes grav.